# Anna Favella
Anna Favella (født 21. september 1983) er en italiensk film- og tv-serieskuespiller. Hun er kendt for at have medvirket i bl.a. Terra Ribelle, Terra Ribelle - Il Nuovo Mondo og Mr. America.

## Baggrund
Anna Favella er født og opvokset i Rom, hvor hun pt. bor med sin familie. 

## Filmografi
| År   | Film                                          | Rolle                | Bemærkning |
| ---- | --------------------------------------------- | -------------------- | ---------- |
| 2008 | Enrico Mattei - L'uomo che guardava al futuro | Priscilla Leoni      | tv         |
| 2009 | Don Matteo 7                                  | Gaia                 | tv         |
| 2010 | Terra Ribelle                                 | Elena Marsili        | tv         |
| 2012 | Terra Ribelle - Il Nuovo mondo                | Elena Marsili        | tv         |
| 2013 | Mr. America                                   | Penelope Morningstar | film       |